# Sắt(III) oxalat
Sắt(III) oxalat là một hợp chất hóa học bao gồm các ion sắt và phối tử oxalat; nó cũng có thể được coi là muối sắt(III) của axit oxalic, có công thức Fe2(C2O4)3. Muối khan có màu vàng nhạt; tuy nhiên, nó có thể được ngậm nước để tạo thành một số hydrat, chẳng hạn như kali ferrioxalat hoặc Fe2(C2O4)3·6H2O, có màu chanh.

## Cấu trúc

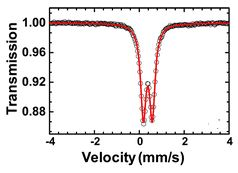
Phổ Mössbauer của Fe_{2}(C_{2}O_{4})_{3}·4H_{2}O

Cấu trúc tinh thể của Fe2(C2O4)3·4H2O được xác định vào năm 2015. Nó có một tế bào đơn ba trục chứa hai nguyên tử sắt. Mỗi nguyên tử sắt có liên kết phối trí bát diện với các nguyên tử oxy của ba phân tử oxalat và một phân tử nước. Hai trong số ba oxalat đó, nằm trong các mặt phẳng vuông góc, là tetradentat, và kết nối các nguyên tử sắt thành chuỗi dích dắc. Phân tử oxalat thứ ba là bidentat, và kết nối các nguyên tử sắt của các chuỗi liền kề, tạo ra một cấu trúc lớp mở. Một nửa số phân tử nước nằm, không liên kết giữa các chuỗi. Phổ Mössbauer của Fe2(C2O4)3·4H2O chỉ ra rằng sắt có mặt trong một môi trường chuẩn với độ dịch chuyển đồng phân 0,38 mm/s và độ phân tách tứ cực 0,4 mm/s, cho thấy Fe3+ có độ xoáy cao trong phối hợp bát diện.

## Ứng dụng

### Nha khoa
Giống như nhiều oxalat khác, sắt(III) oxalat đã được nghiên cứu như là một giải pháp ngắn hạn cho quá mẫn cảm ngà răng. Nó được sử dụng trong một số công thức kem đánh răng; tuy nhiên, hiệu quả của nó đang đặt ra các vấn đề.

### Nhiếp ảnh
Sắt(III) oxalat được sử dụng làm chất nhạy sáng trong quy trình in ảnh Kallitype; và quy trình platinotype trong platin/palađi.

### Pin
Sắt(III) oxalat tetrahydrat đã được nghiên cứu như một vật liệu rẻ tiền có thể cho điện cực dương của pin lithi-sắt. Nó có thể xen kẽ các ion lithi ở mức hiệu điện thế trung bình 3,35 V và đã cho thấy dung lượng pin là 98 mAh/g.

## Trioxalatoferrat(III) (hay ferrioxalat)
Fe2(C2O4)3 khi trộn với axit oxalic theo tỉ lệ 1:3 dưới điều kiện thích hợp sẽ tạo ra sắt(III) bioxalat, Fe(HC2O4)3. Hợp chất này có màu vàng → vàng lục, chứa ion [Fe(C2O4)3]3−.